# Cellino Attanasio
Pour les articles homonymes, voir Attanasio.
Cellino Attanasio est une commune de la province de Teramo dans les Abruzzes en Italie.

## Administration
| Période                                  | Période  | Identité            | Étiquette     | Qualité |
| ---------------------------------------- | -------- | ------------------- | ------------- | ------- |
| 14 juin 2004                             | En cours | Angelo Contrisciani | Centro-Destra |         |
| Les données manquantes sont à compléter. |          |                     |               |         |

### Hameaux
Artemisio, Ciafette, Faiete, Feudi, Luciani, Mammine, Matani, Minghetti, Monteverde, Petrilli, San Clemente, San Martino, San Pietro, Scorrano, Stampalone, Valviano

### Communes limitrophes
Atri, Bisenti, Castellalto, Castiglione Messer Raimondo, Cermignano, Montefino, Notaresco